# 儀礼
儀礼（ぎれい）とは、一般的な定義では「宗教的な儀式や、一定の法にのっとった礼式」を指す。
過去1世紀の文化人類学者たちの研究によって明らかになったのは、儀礼が「日常生活の中の言語や通常の技術的道具などでは表し伝え得ない、社会の連帯といった価値や、結婚・死といった重大なる事件を明確に表現し、心に強く刻みこむ働きを持つ」ということである。また、経済的交換、戦争、社交や挨拶といったものにも儀礼的要素が含まれており、儀礼として理解されることができ、儀礼研究の対象となっている。
近年欧米では、特にキャサリン・ベルやロナルド・グライムズらの活動によって儀礼一般に関する研究がひとつの学問分野として確立しつつある。しかし、ベル自身が強調しているように、この動きは欧米的な儀礼観を非欧米に押し付けるという側面をもっている。言い換えれば、欧米的な儀礼観に対する非欧米文化の側からの対応が迫られている状況にある。

## 欧米の儀礼研究の立場からみた儀礼（英語版からの翻訳）
本項の今後の編集の参考とするため、英語版ウィキペディアの “ritual” の項（2016年8月閲覧）を和訳して以下に掲載する。この記述は事実上キャサリン・ベル『儀礼学概論』（ Ritual – Perspectives and Dimensions ）の一部を骨子として略述し、そこに若干の情報を追加したものである。（以下翻訳）
メリアム＝ウェブスターの辞書によれば、儀礼とは「身ぶり、言葉、物の操作などを含んだ一連の活動で、特別に隔離された場所において行われ、規定された順序で行われるもの」とされている。儀礼は特定の伝統や共同体ごとに規定されている場合が多く、典型的なものとして挙げられるのは宗教共同体において規定されたものである。儀礼を特徴づける要素は、「形式主義」、「伝統主義」、「不変性」、「規則統御性」、「聖なる象徴」、「パフォーマンス」などといったものである。
儀礼をもたない社会というものは現在のところ知られていない。通常儀礼と見なされているのは組織化された宗教の「崇拝」や「秘蹟」といった儀礼だけではなく、「通過儀礼」、「贖罪」、「浄化」、「忠誠の誓い」、「奉納式」、「戴冠式」、「大統領就任式」、「結婚式」、「葬儀」などといったものもあり、また儀礼の学術的研究の立場からは「新入生歓迎会」、「卒業式」、「クラブの集会」、「スポーツイベント」、「ハロウィーンパーティー」、「退役軍人パレード」、「クリスマス商戦」などといったものも儀礼と見なされている。また、「陪審審理」、「死刑執行」、「学術的シンポジウム」といった具体的な目的をともなって催行される活動にも各種の伝統や規定に由来する象徴的行為が多く含まれており、部分的に儀礼的な性質をふくむものと考えられている。さらに、「握手」、「あいさつ」といった日常的な行為も儀礼として考察され得るものである。
儀礼研究においては、「儀礼」という語に関して複数の対立する定義が提案されている。キュリアキディスによる定義では、儀礼とはある活動もしくは行為のセットについての外部的な視点から見た（etic）カテゴリーであり、局外者には不合理で一貫的でなく非論理的に見えるものである。この語はまた内部的な視点から（emic）パフォーマー自身によって使われることもあり、この場合、「該当の活動はイニシエーションを受けていない傍観者からは不合理・非一貫的・非論理的なものに見えるかもしれない」ということを意味している。
心理学では、「儀礼」という語は人間が不安を中和したり防止したりするために組織だったしかたで行う反復的行動を意味する用語として使われる場合もある。これは強迫性障害の症状である。

### 語源
英語の “ritual” という語はラテン語の ritualis「rite (ritus) に属するもの」からきている。ローマ時代の法的・宗教的用法では、ritus は物事を行う上での間違いないしかた、言い換えれば「正しい遂行、習慣」を指していた。Ritus という語は語源的にサンスクリット語のṛtá に関連するものと考えられるが、この語はヴェーダの宗教においては「可視的な秩序」を意味していた。そこで「宇宙的、世俗的、人間的、および儀礼的イベントの正常な—したがって適切で自然で真実な—構造の適法的で規則的な秩序」という原義が推定される。英語の “ritual” という語については 1570 年の用例が記録されており、1600 年代には「宗教的礼拝の遂行に関するあらかじめ定められた規則」、もしくは特にこれらの規則を記載した書物を指すようになっていた。

### 儀礼の特徴
儀礼にふくまれ得る行為の種類を列挙しようとしても際限のないリストになってしまうだろう。過去から現在に至るまでの社会で行われてきた儀礼に典型的に含まれているものとしては、特殊な身振りと言葉、固定されたテクストの朗唱、特別な音楽や歌やダンスのパフォーマンス、行列、何らかの物体の操作、特別な衣服の着用、特別な食物や飲料やドラッグの摂取などといったものがある。
キャサリン・ベルによれば、儀礼は「形式主義」、「伝統主義」、「不変性」、「規則統御性」、「聖なる象徴」、「パフォーマンス」によって特徴づけられるという。

#### 形式主義
儀礼は限定され厳格に組織化された表現のセットを利用するのであるが、人類学者たちはこれを「限定コード」（より開かれた「精密コード」に対する）と呼んでいる。これは抑揚やシンタックス、語彙、音量、語順といった点について制限を受けた形式的で演説風のスタイルである。モーリス・ブロックによれば、儀礼はその参加者たちにこのスタイルを使用することを義務づける。このスタイルを採用するにあたって、儀礼指導者の発言は内容よりもスタイルに関わるものとなる。この形式的な発言においては語り得ることが限られるため、「受容、追従、もしくは少なくとも、あからさまな挑戦をしようとすることに関する自制」へと導くことになる。ブロックによれば、こうした形態の儀礼コミュニケーションは反抗を不可能にし、革命のみを可能な選択肢とするのだという。儀礼は伝統的な形態の社会的ヒエラルキーを支持する傾向をもち、権威の基礎にある想定を人々の挑戦から守ろうとする。

#### 伝統主義
儀礼は伝統に訴える傾向をもち、一般的に歴史的な先例を正確に繰り返そうとすることが多い。伝統主義が形式主義と異なっているのは、前者においては歴史的なものに訴えかけながらも形式的ではない場合もあるという点である。この例として挙げられるのは、アメリカの感謝祭の夕食である。これは形式的（フォーマル）でない場合もあるが、かつての清教徒の入植地におけるイベントに（すくなくとも名目上）基づいたものとされている。歴史家のエリック・ホブスボームとテレンス・レインジャーによれば、こうしたものの多くは「つくられた伝統」なのだという。「つくられた伝統」のよく知られた例としては、イギリス王室の儀礼がある。これは俗に「千年の伝統」をもつといわれているが、実際には部分的に中世に遡り得る要素も見られるものの、全体としては19世紀に形成されたものである。つまり、こうした儀礼においては、正確な歴史的伝承よりも「歴史に訴えかけること」自体のほうが重視されているのである。

#### 不変性
キャサリン・ベルによれば、儀礼はまた不変性を標榜するものであり、規定された動作を注意深く行うことが重視される。これは伝統への訴えかけというよりは非時間的な反復への志向という側面が強い。不変性への鍵は身体的訓練であり、たとえば僧院における祈りや瞑想などが例として挙げられる。これらにおいてはそれを行う人々の態度や気分が鋳造されるのである。こうした身体的訓練は多くの場合集団で一斉に行われる。

#### 規則統御性
儀礼は規則によって統御される傾向がある。この特徴は形式主義にいくらか近いものである。規則は行動上のカオスに規範を課し、これによって許される行動の限界を示したり、あるいは儀礼における動作を厳密に規定したりする。各個人は共同体において認められた慣習を守り続け、こうした慣習は共同体の権威を正当なものに見えるようにし、これによって行動から発生し得る結果に制限が加えられる。たとえば、多くの社会における戦争は高度に儀礼化された制約によって縛られており、これによって戦闘遂行の正当な手段が制限される。

#### 聖なる象徴
超自然的な存在に訴えかける活動は、そのような訴えかけが非常に間接的で些細なもので、単に「聖なるものが存在し人間の側からの反応を待っている」という一般的な信仰を表現しているのみであっても、儀礼として扱われることが多い。たとえば、国旗は国家を表す記号であるのみではなく、「自由」、「民主主義」、「自由経済」、「国家的優越」といったものを示す象徴でもある。人類学者のシェリー・オートナーによれば、旗はこうした諸観念の間の論理的連関についての反省を促進するものではなく、それらが社会の現実の中で一定の時間的・歴史的持続の間に展開された際の論理的帰結について考えさせるものでもない。まったく逆に、国旗はこのようなパッケージ全体への一種の「全か無か」の忠誠を迫るものであり、「われわれの旗を愛せよ。さもなくば去れ」という言葉によってもっともよく表されるところのものである。
聖化というプロセスを通じて個別の物体を聖なる象徴にすることもできる。これによって「俗なるもの」から切り離された「聖なるもの」を効果的に作り出すことができるのである。ボーイスカウトや各国の軍隊では、旗を畳んだり敬礼したり掲揚したりする際の公式な作法が教えられており、旗を一片の布切れとして扱ってはならないということが強調されている。

#### パフォーマンス
儀礼の遂行（パフォーマンス）によって、該当の活動や象徴やイベントの周囲に演劇的なフレームが作り出され、これによって参加者の経験、あるいは世界の認知的秩序づけが形成され、生のカオスが単純化され、そこに多かれ少なかれ一貫した意味のカテゴリーのシステムが重ね合わされる。ハーバラ・マイヤーホフが述べているように、「『見ることは信ずること』であるのみではなく、『行うことは信ずること』でもあるのである。

### 儀礼の類型
概観的な見通しをよくするため、共通する特徴によって儀礼をいくつかのカテゴリーに分類しよう。個々の儀礼は複数のカテゴリーに同時に属する場合もある。

#### 通過儀礼
詳細については通過儀礼を参照。
通過儀礼は個人のステータスを移行させる儀礼イベントである。ここで言うステータスには「誕生」「思春期」「結婚」「死」などがある。また、フォーマルな人生の段階に結びつけられていない集団（たとえば友愛結社など）へのイニシエーションもこれに含まれる。アーノルド・ヴァン・ジェネップによれば、通過儀礼には「分離」「移行」「統合」という三つの段階がある。第一の段階においては、イニシエーションを受ける者はその古いアイデンティティから物理的・象徴的なしかたで隔離される。「移行」の段階においては、彼らは「どっちつかず」の状態に置かれる。ヴィクター・ターナーによれば、この段階は「境界性」（リミナリティ）によって特徴づけられるという。これはすなわち曖昧で方向性を失った状況であり、ここにおいてイニシエーションを受ける者は古いアイデンティティをすでに失っているが、新しいアイデンティティをまだ取得していない。ターナーによれば、「境界性、もしくは閾上にある人々の性質は、必然的に曖昧である。」こうした境界性、もしくは「反構造」（下記を参照）の段階においては、イニシエーションを受ける人々の役割の曖昧さに起因したコミュニタスの感覚、すなわち彼らの間の感情的な共同体的絆が発生する。この段階の特徴は儀礼的試練もしくは儀礼的訓練である。最後の「統合」の段階では、イニシエーションを受ける者に対して象徴的なしかたで新しいアイデンティティが与えられ、共同体に迎え入れられる。

#### 暦的および記念的儀礼
暦的儀礼および記念的儀礼は一年の特定の時点を印づけたり、なんらかの重要なイベントから一定の時間が経過したことを印づけたりするものである。暦的儀礼は時間の経過に社会的な意味を与え、「週」「月」「年」といった再帰的なサイクルを作り上げる。一部の儀礼は季節的な変化に向けられており、太陽暦もしくは太陰暦にしたがって行われる。グレゴリオ暦を基準に見た場合、太陽暦にしたがう儀礼は毎年同じ日に行われる（たとえば1月1日の元旦）。これに対し、太陰暦にしたがう儀礼が行われる日付は毎年異なっている（たとえば中国の新年）。暦的儀礼は自然に文化的秩序を重ね置くものである。ミルチャ・エリアーデによれば、多くの宗教的伝統における暦的儀礼は共同体の基本的な信仰を思い出させ記念するものであり、これらを毎年祝賀することによって過去と現在との間に絆を確立し、原初のイベントが繰り返し発生しているかのように感じさせるものである。「神々はこのように為した。したがって人もこのように為す。」

#### 交換と交感の儀礼
神的な諸力を讃え、喜ばせ、宥めるための各種の供犠や献具は、この類型に属している。初期の人類学者エドワード・バーネット・タイラーによれば、このような供犠は見返りを期待して行う贈与なのだという。しかし、キャサリン・ベルの指摘するところによれば、「供犠」とよばれる実践は操作的で「呪術的」なものから純粋な献身に至るまでの広い範囲にわたるものである。たとえば、ヒンドゥー教のプージャーは神々を喜ばせるという目的以外のものをもたないように見える。
マルセル・モースによれば、供犠と他の形態の儀礼との相違点は、供犠においては「聖化」が行われるという点、すなわち捧げられるものが神聖なものとされるという点にある。その結果として、献具は通常儀礼の中で破壊され、神々のもとへと運ばれる。

#### 苦難の儀礼
詳細についてはシャーマニズムおよび占いを参照。
人類学者ヴィクター・ターナーの定義によれば、苦難の儀礼とは人間に不幸をもたらす霊を鎮める行為である。これらの儀礼には霊による占い（託宣を求めること）が含まれるばあいもあり、これによって原因が確定され、また癒し、浄化、悪魔払い、守護などのためにどの儀礼を行うかが確定される。経験される不幸としては個人的な健康の他に、旱魃や昆虫禍などのような広義の気候に関連した問題もある。シャーマンによって行われる癒しの儀礼では、不幸の原因が社会的な不調として特定される場合も多く、社会的関係の改善によって癒しが行われることもある。
ターナーは北西ザンビアのンデンブ族の間で行われるイソマ儀礼を例として挙げている。イソマ儀礼は不妊のため子供に恵まれない女性を癒す儀礼である。不妊は「母系的出自システムと父系居住の婚姻システムとの構造的緊張」の結果である。（すなわち、女性は自分の母親の一族に忠誠の義務をもっているが、彼女が居住しているのは彼女の夫の一族の下であるため、彼女は両者の間の緊張を感じている。）「女性が『男の側』に近づきすぎると、彼女の死んだ母方の親族が彼女の繁殖力を害するのである。」母系の出自と婚姻とのバランスを正すために、イソマ儀礼では女性を彼女の母系親族の下に住ませ、死者の霊を宥めるのである。
シャーマン的儀礼およびその他の儀礼は精神医療的な効果をもたらすこともあり、ジェーン・アトキンソンのような人類学者はこの過程を理論化した。アトキンソンによれば、個人に対するシャーマン的儀礼の効果はシャーマンの力を認めている儀礼参加者たちに依存しており、このためシャーマンは患者を癒すことよりも観衆を引きつけることのほうに重きをおく傾向がある。

#### 饗宴、断食、祝祭の儀礼
饗宴や断食は苦難の儀礼においても行われるが、苦難の儀礼では神々がはっきりと儀礼に臨在しているのに対し、ここで饗宴と断食の儀礼と称するものにおいては、共同体がその基本的で共有された宗教的諸価値への支持を公に表明することが中心となっている。これにはたとえばイスラームのラマダンにおける共同体の断食、ニューギニアの豚の屠殺、カーニバルの祝祭、カトリックの改悛の行列などといった広範なパフォーマンスが含まれる。ヴィクター・ターナーはこのような基本的な諸価値の「文化的パフォーマンス」を「社会劇」と呼んだ。このような劇は個別の文化に内在する社会的ストレスを表現し、儀礼的カタルシスの中で象徴的な形で解決しようとする。社会的緊張が儀礼の外部に持続する場合には、儀礼が繰り返し行われて圧力を低減しようとすることもある。たとえばカーニバルにおいては、人々は仮面を着用することによって別の存在となることができ、これによって差別をないものとして扱い、緊張した社会的ヒエラルキーを祝祭の中で消滅させて「通常の社会的束縛の外での遊び」という点を強調する。しかしカーニバルの外では人種、階級、ジェンダーなどによる社会的緊張は持続しており、そのため祝祭においてこれを定期的に解放することが必要となる。

#### 政治的儀礼
人類学者クリフォード・ギアツによれば、政治的儀礼は実際に権力を作り上げている。バリの国家についての彼の分析において彼が述べるところによれば、儀礼は政治権力の飾りではなく、政治的権力者の権力は儀礼を作り上げる能力にかかっている。儀礼において、王を頭に頂く社会的ヒエラルキーが自然で聖なるものと感じられるような宇宙的フレームワークが作り出されるのである。「権力のドラマトゥルギー」として、包括的な儀礼システムは、支配者を神的存在として他と区別するような宇宙的秩序を作り上げることもある。よい例がヨーロッパの「神授王権」や日本の天皇である。政治的儀礼はまた、官僚たちによるコード化された、もしくはコード化されていない慣習として現れることもある。これは制度または役割の整備について、それをその時点で担っている個人への尊敬の念を固定化するもので、国会などの手続きに今でも見られるものである。
儀礼はまた、抵抗の一形態として使用されることもある。これはたとえば、南太平洋の各地で植民地権力に対して行われた各種のカーゴ・カルトにおいて見られる。このような宗教的＝政治的運動において、島の人々は欧米の実践の儀礼的模倣物（たとえば滑走路など）を使用し、カーゴ（工業製品）が得られるように先祖たちに祈った。これらのグループのリーダーたちは現在の状況（多くの場合植民地の資本家によって押しつけられた状況）を古来の社会秩序の解体として捉え、古い秩序に戻ろうと呼びかけたのである。

### 儀礼に関する人類学的理論

#### 機能主義
詳細については構造機能主義を参照。
19世紀の「安楽椅子人類学者」たちは、宗教がいかにして人類の歴史に登場してきたかという点に興味をもっていた。20世紀に入ると、彼らの憶測によって構築された歴史は退けられ、「これらの信仰と実践は社会に対して何を行っているのか」という新しい問題意識が前面に現れ、起源についての問題意識は後退していった。この観点からは、儀礼は普遍的なものであり、その内容は非常に多様なものであり得るものの、たとえば人間の基本的な心理的・社会的問題に対する解決法を提示したり、あるいは社会の中心的な諸価値を表現したりといった特定の基本的な機能を果たすものである。ブロニスラフ・マリノフスキーは「機能」という概念によって個人的な心理学的必要にアプローチした。これに対してA.R. ラドクリフ＝ブラウンは制度や習慣の機能（目的）を「全体としての社会を維持し保存する」という点にあると考えた。すなわち彼ら両者は、不安と儀礼との関係という点において見解を異にしていたのである。
マリノフスキーによれば、儀礼は危険な諸要素が技術的な制御を超えてしまっている諸活動に対する不安を処理するための非技術的な手段なのだという。「呪術は、埋めることのできないギャップ、あるいは知識や実践的制御能力の空白に人が直面し、それでもなお彼の追求を続けざるを得ない時に、いつでも一般的に見られ、また予期されるものである。」これとは対照的に、ラドクリフ・ブラウンは儀礼は共同体を象徴的に表象する共通の利害の表現であると考え、不安は儀礼が遂行されなかった時にのみ感じられるとした。ジョージ C. ホーマンスは人々が所期の結果を得るための技術をもたないために感じる「一次的不安」と第一義的不安をこれらの対立を鎮静させるための儀礼を行わなかったために感じる「二次的不安」を区別し、これによってこの対立を調停しようとした。ホーマンスによれば、浄化の儀礼は二次的不安を払拭するために行われるものだという。
A.R. ラドクリフ＝ブラウンによれば、儀礼は組織的イベントとして技術的行為とは区別されるべきであるという。「儀礼的行為は、そのすべての例に何らかの表現的もしくは象徴的な要素が含まれているという点で、技術的行為とは異なっている。」これとは対照的に、エドマンド・リーチは、儀礼と技術的行為との相違は構造的類型の相違ではなく、スペクトラム的な相違なのだという。「行為というものは連続的な物差しの上に位置づけられるものなのである。一方の極には完全に世俗的で完全に機能的で純粋単純に技術的な諸行為があり、他方の極には完全に聖的であり厳格に美的であり技術的に非機能的な諸行為がある。大多数の社会的行為はこの両極の間に位置づけられ、双方の性質をそれぞれ部分的にもつ。この視点からは、「技術と儀礼」、「俗と聖」といったものは行為のタイプを指しているのではなく、ほとんどあらゆる種類の行為に見られる側面を指しているのである。」

##### 社会的統御の儀礼
機能主義的モデルは儀礼を恒常性維持のメカニズムとして捉え、社会的相互行為を調整したり集団的エートスを維持したり争論のあとで調和を回復したりすることによって、社会機構を調整し安定させるものであると考える。
機能主義的モデルはあまり長持ちせずに衰退したが、後の「新機能主義的」理論家たちはそのアプローチを継承し、儀礼がどのようにして生態学的システムを調整しているかを研究した。たとえばロイ・ラパポートはパプア・ニューギニアの部族間での豚の贈与交換を調査し、この儀礼がいかにして人間と入手可能な食物（人間と豚とは同じ食物を摂取している）と資源的基盤の環境的バランスを維持しているかを観察した。ラパポートの結論するところによれば、儀礼は「環境の質の維持を助け、戦闘の頻度を地域住民の存続を危険に晒さない程度に制限し、土地に対する住民の数の比率を調整し、通商を促進し、局所的な豚の余剰を豚肉という形で地域全体に分配し、喫緊の必要性に迫られた時に上質の蛋白質を人々に供給できるようにする。」同様に、スティーブン・ランシングはバリ・ヒンドゥー儀礼の複雑な暦がバリの灌漑システムを制御し最適な水の分配を実現して争論を最小限にするのにどのように役立っているかを論じた。

##### 反逆の儀礼
ほとんどの機能主義者は儀礼を社会的秩序の維持に結びつけているが、南アフリカの機能主義人類学者マックス・グラックマンは「反逆の儀礼」という用語を造語し、一般に受け入れられている社会秩序が象徴的に逆転されるようなタイプの儀礼をこれによって指すものとした。グラックマンによれば、儀礼は基礎にある社会の緊張を表現するものであり（この考え方はヴィクター・ターナーに従っている）、制度に組み込まれた圧力弁として機能しており、これを定期的に遂行することによってこうした緊張を緩めることができる。儀礼は究極的には、これらの緊張が実際の反逆を発生させることなく表現される限りにおいて、社会秩序を補強するような形で機能する。カーニバルはこれと同じ観点から見ることができる。彼が注意を喚起しているのは、たとえば、南アフリカのスワジランドのバントゥー王国の初穂の祭り（インクワラ）においていかにして通常の社会秩序が象徴的に転倒され、王が公然と侮辱を受け、女性が男性に対する支配を宣言し、若年者に対する年長者の権威が転覆されるかという点である。

#### 構造主義
詳細については構造主義を参照。
フランスの人類学者クロード・レヴィ＝ストロースは、すべての社会的・文化的組織を「人間の脳に内在する構造によって形成された象徴的なコミュニケーションのシステム」とみなした。したがって彼によれば、象徴システムは機能主義者たちが考えているような社会構造の反映ではなく、社会関係を組織化するためにその上に押しつけられたものである。レヴィ＝ストロースは神話と儀礼を相互補完的なふたつの象徴システムとして捉え、一方は言語的、他方は非言語的なシステムであるとした。彼は儀礼に関する理論を提示しようとは考えていなかったが（神話に関しては全四巻の著作を遺している）、メアリー・ダグラスやエドマンド・リーチといった研究者に大きな影響を及ぼした。

#### 構造と反構造
ヴィクター・ターナーはイニシエーション儀礼の構造に関するヴァン・ジェネップのモデルと社会的平衡を維持するための社会的葛藤の儀礼化に関するグラックマンの機能主義的視点とを儀礼における象徴のより構造的なモデルに結合した。彼の探求は儀礼内部での構造化された象徴的対立という視点とは正反対の方向に向かい、通過儀礼の境界的段階、すなわち「反構造」が現れる段階を論考の対象とした。この段階においては、「誕生と死」といった対立する状態が単一の行為、物体、もしくは言葉によって包括される。儀礼において経験される象徴の動的な性質は、説得力のある個人的経験を与える。儀礼は「『義務的なもの』を定期的に『望ましいもの』に変換するメカニズム」なのである。
イギリスの機能主義者メアリー・ダグラスはターナーの「構造」と「反構造」についての理論を拡張し、彼女の著作『象徴としての身体』において、「グリッド」と「グループ」という独自の用語を使った新しい議論を提示した。彼女はレヴィ＝ストロースの構造主義的アプローチに基づきながら、儀礼を「社会行動を制約する象徴的コミュニケーション」と位置づけた。「グリッド」は象徴システムが座標軸として共有されている度合いを指し、「グループ」は人々が緊密に編み合わされた共同体に縛られている度合いを指す。これらを縦軸と横軸として図示すると、四つの象限が示される。すなわち「強いグループ・強いグリッド」「強いグループ・弱いグリッド」「弱いグループ・弱いグリッド」「弱いグループ・強いグリッド」である。ダグラスによれば、強いグループまたは強いグリッドをもつ社会には、グループまたはグリッドの弱い社会におけるよりも多くの儀礼活動が存在しているという（下の「宗教性の尺度としての儀礼」の項も参照）。

##### 反構造とコミュニタス
ヴィクター・ターナーが通過儀礼に関する論考において述べているところによれば、「境界的段階」もしくは「どっちつかず」の期間は、「並列的かつ交替的な、人間の相互関係のふたつのモデル」すなわち構造と反構造（もしくはコミュニタス）によって印づけられるという。儀礼が社会の文化的理念を儀礼のシンボリズムによって分節化しているという点については明白であるが、境界的期間の無制約的な祝祭は社会的障壁を打破して該当のグループを「ステータスも所有物も記章も世俗の衣服も階級も一族内での地位もなく、自分を同輩たちから区別する何物もない」ひとつの未分化の統合体にする。巡礼やヨム・キプルといった儀礼におけるこうした象徴的逆転の期間については、さまざまな研究が行われている。

##### 社会劇
ヴィクター・ターナーはマックス・グラックマンの「反逆の儀礼」の概念から出発して、「多くのタイプの儀礼は『社会劇』として働いており、これによって社会の構造的緊張が表現され、一時的に解決される」と論じた。ターナーはイニシエーション儀礼に関するヴァン・ジェネップのモデルに基づき、「社会はこのような社会劇によって『境界的段階』におけるコミュニタスを作り出し、儀礼を通じてそれ自体を更新する」と考えた。ターナーは儀礼イベントを四つの段階に分けて分析した。すなわち「関係のほころび」「危機」「均衡の回復」「再統合」である。彼がグラックマンと軌を一にして述べるところによれば、これらの儀礼はイニシエーション儀礼と同様、無秩序な逆転状態を作り出して人々を新しいステータスに移らせるが、社会秩序を維持する働きをもつものであるという。

#### 儀礼への象徴的アプローチ
クリフォード・ギアツもまた、ヴィクター・ターナーとともに始まった儀礼への象徴的なアプローチを発展させた人物のひとりである。ギアツによれば、宗教的象徴システムは現実「のモデル」（あるがままの世界を解釈するしかたを示すもの）と現実「のためのモデル」（その理想的な状態を示すもの）とを与えるものである。彼によれば儀礼の役割はこれらふたつの側面　—　「のモデル」と「のためのモデル」　—　を合わせることだという。「『宗教的な概念は真実を告げるものである』また『宗教の示すところのものは信頼に価するものである』という確信がなんらかの形で生み出されるのは、儀礼　—　すなわち聖化された行動　—　においてなのである。」
ギアツのような象徴主義の人類学者たちは儀礼を言語的なコードとして分析し、それは文化システムとは独立に解釈することが可能であるとした。機能主義者たちは「儀礼は社会秩序を記述するものである」と考えたのであるが、ギアツはこれを退け、「儀礼は能動的に社会秩序を形づくり、無秩序な経験に意味を与える」と論じた。また、グラックマンやターナーが社会的情熱を解消する手段としての儀礼行為を強調したのに対し、彼は儀礼は単にそうしたものを表示（ディスプレイ）するのみであると論じた。

#### コミュニケーションの一形態としての儀礼
ヴィクター・ターナーは、人々を構造の桎梏から反構造もしくはコミュニタスへと解き放つ潜在力を儀礼の中に見ていたのであるが、これに対してモーリス・ブロックは、儀礼は体制への順応を促すものであると考えた。
ブロックによれば、儀礼的コミュニケーションは特殊かつ限定された語彙を使用し、許容される説明が少なく、文法的形態に制限が加えられているという点で、通常とは異なっている。その結果として、儀礼における発話は予想可能であり、また発話者は陳述可能なことがらについてほとんど選択肢がないという意味で匿名的である。統語論上の制約によって話者が命題陳述による議論を行う可能性が低められ、たとえば結婚式における「私は誓います」というような順応的な発話を行う以外の選択肢がなくなってしまう。このような「遂行的」と呼ばれる発話においては、話者は論理的な形で政治的な議論を行うことができない。これはウェーバーが「伝統的権威」と呼んだ典型的状態を示している。儀礼言語についてのブロックのモデルは儀礼における創造性の可能性を否認する。これとは対照的に、トーマス・ソルダスは儀礼言語がいかに革新的であり得るかを論じている。ソルダスは同じ遂行的要素をもつ儀礼群（共通の「詩学」をもつ儀礼の「ジャンル」）に注目する。これらの儀礼は形式性のスペクトラムに沿って散在しており、一部のものはあまり形式的・制限的ではないが、一部のものはより形式的・制限的である。ソルダスによれば、比較的形式度の低い儀礼は革新的であり得るという。こうした革新が受け入れられ、標準化されるにしたがって、それらは次第により形式的な儀礼の中に取り入れられるようになる。このように、極めて形式的な儀礼さえも創造的な表現に対してまったく閉ざされているとは言えないのである。

#### 訓練プログラムとしての儀礼
（この項目は原文にやや不審な点があるのでまだ翻訳していません。）

#### 儀礼と儀礼化
アサドの著作は、「すべての儀礼に見出される『儀礼の普遍的な性質』というものが存在する」という考え方を批判的に考察している。キャサリン・ベルは「カテゴリーとしての儀礼」から「社会におけるひとつの文化的な形態としての儀礼を作り出す『儀礼化』のプロセス」へと重点を移行させることによってこの考え方を推し進めた。儀礼化とは、「行われていることを他の　—　通常はより日常的な　—　諸活動に比べて目立たせ、特権を与えるように企図され、構成された行為のしかた」である。

### 儀礼と宗教
宗教においては、儀礼は該当の宗教もしくは宗教的組織体において定められた特定の祭儀遂行の外的形態を包摂することができる。儀礼は往々にして教会で行われる崇拝の文脈で使用されるが、宗教の教説とその儀礼との実際の関係は、組織的宗教と非組織的なスピリチュアリティの間では大きく異なっている。後者の例としてはアマゾン上流のウラリナの人々によって実践されているアヤワスカのシャーマニズムなどがある。儀礼は往々にして表敬と密接な関連をもち、多くの場合には神々や理想化された人格などに敬意を表している。

#### 宗教性の方法的尺度としての儀礼
社会学者のマーヴィン・ヴァービットによれば、儀礼は宗教性の極めて重要な構成要素のひとつと考えてよい。また、儀礼それ自体は四つの次元に分けることができる。すなわち、「内容」「頻度」「強度」「中心性」である。儀礼の内容は儀礼ごとに異なっており、このことはその実践の頻度、強度（実践者に対してどの程度のインパクトをもつか）、中心性（その宗教的伝統においてどのような位置にあるか）についても同様である。この意味では、儀礼はチャールズ・グロックのいう宗教の「実践」次元に類似のものであるということができる。

### 礼法や礼式にかかわる項目
- 元会儀礼
- 臣従儀礼
- 武家儀礼
- 外交儀礼
- 儀礼称号
- 儀仗
- 栄誉礼
- 敬礼
- 礼式
- 礼遇
- 儀礼章
- プロトコル

### 通過儀礼にかかわる項目
- 七五三
- 元服
- バンジージャンプ
- 結婚式
- お宮参り
- 洗礼
- 巡礼
- 葬式